# Pellegro Piola

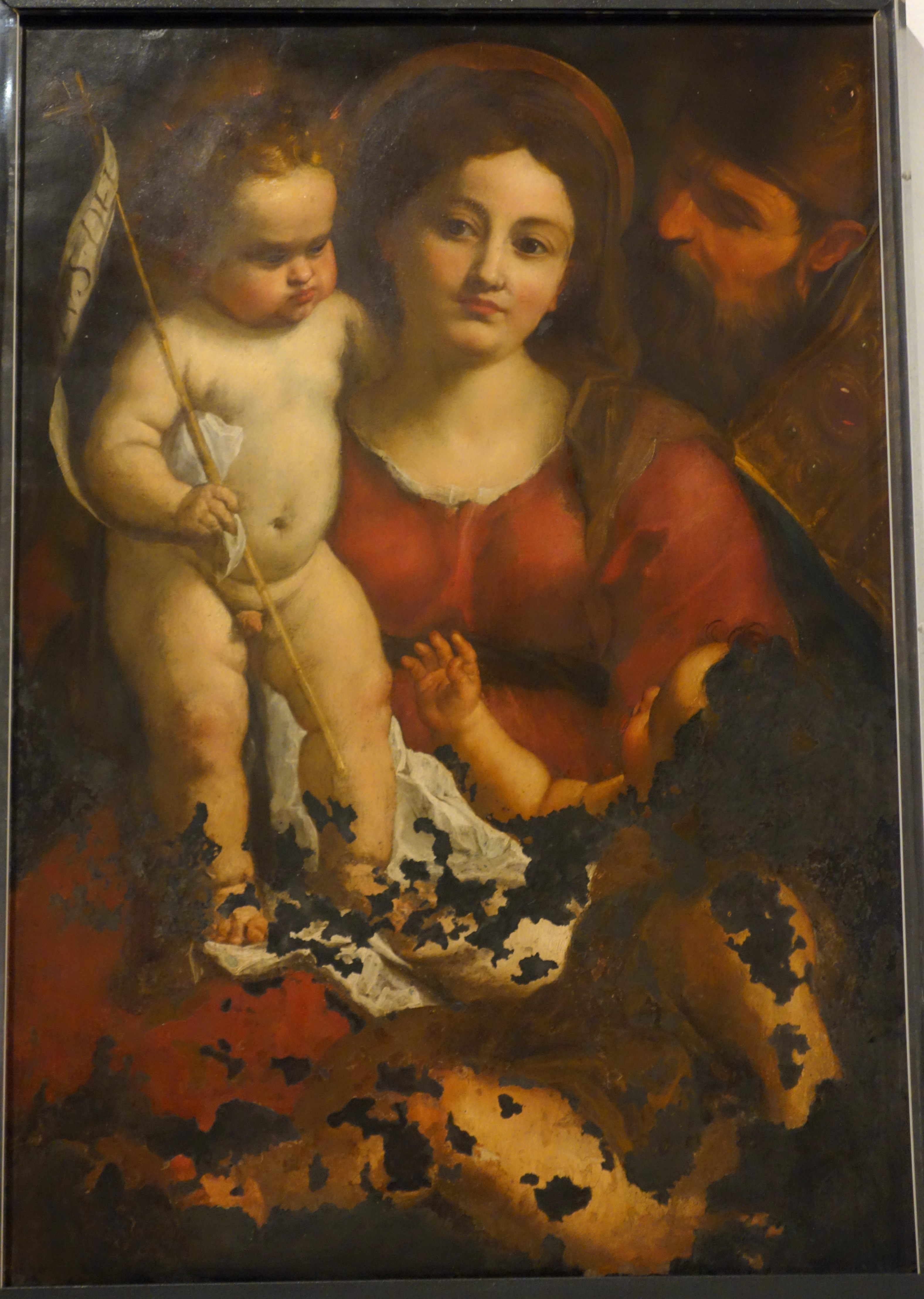
Madonna con bambino, san Giovannino e sant'Eligio vescovo, Accademia Ligustica di Belle Arti.

Pellegro Piola o Pellegrino Piola, detto il Pellegro (Genova, 5 giugno 1617 – Genova, 25 novembre 1640) è stato un pittore italiano della scuola genovese del '600, fratello maggiore del più famoso Domenico Piola. Suoi zii paterni erano Giovanni Gregorio e Pier Francesco, anch'essi pittori.

## Biografia
Comincia la sua carriera artistica all'età di dodici anni come apprendista nella bottega di Giovanni Domenico Capellino dove resta fino all'età di 17 anni. In questi cinque anni ebbe una base generica sulla pittura, sulla composizione del quadro, sugli incarnati e sui panneggi delle vesti, ma la sua arte si raffinò non appena incominciò a guardare verso la pittura dei vecchi maestri della scuola raffaellesca e dello stesso Raffaello. Fu maestro del fratello minore Giovanni Andrea, e tenne a bottega anche l'altro più noto fratello, Domenico Piola.
Diviene rapidamente famoso, attirandosi le invidie dei contemporanei, ma la sua carriera viene bruscamente interrotta dalla sua morte violenta, a soli 23 anni, per mano dell'amico Giovanni Battista Bianco, chierico e pittore mediocre, che lo accoltella forse per errore in piazza Sarzano durante una rissa notturna.

## LaMadonna degli Orefici
Di Pellegro Piola, tra le altre opere, rimane famosa la Madonna degli Orefici (nome comune della Madonna con Bambino, San Giovannino e Sant'Eligio vescovo), la quale, dal giorno successivo all'uccisione di Piola, venne esposta al pubblico godimento in via degli Orefici a Genova. Il dipinto, realizzato su ardesia e commissionato dalla corporazione degli orefici, una volta disciolta quest'ultima fu al centro di numerose controversie giudiziarie, all'esito delle quali venne dichiarato pubblico monumento dalla Corte d'appello di Genova nel 1865. In seguito, la proprietà del quadro fu ancora oggetto di dispute fino agli inizi del Novecento. 
La Madonna venne rimossa allo scoppio della seconda guerra mondiale e ricollocata al termine del conflitto, ma dopo alcuni anni i danni dovuti all'apposizione di un vetro davanti alla tavola costrinsero a dislocarla, sostituendola con una copia del pittore genovese Raimondo Sirotti, tuttora presente in loco, esponendo l'originale presso il museo dell'Accademia Ligustica di Belle Arti di Genova.